# Marina (Split-Dalmatie)
Pour les articles homonymes, voir Marina.
Marina est un village et une municipalité située en Dalmatie, dans le comitat de Split-Dalmatie, en Croatie. Au recensement de 2001, la municipalité comptait 4 771 habitants, dont 97,40 % de Croates et le village seul comptait 1 085 habitants.

## Localités
La municipalité de Marina compte 15 localités :
| - Blizna Donja - Blizna Gornja - Dograde - Gustirna - Marina - Mitlo - Najevi - Poljica | - Pozorac - Rastovac - Sevid - Svinca - Vinišće - Vinovac - Vrsine |